# Charles Bukowski
Heinrich Karl Bukowski (Andernach, Alemania, 16 de agosto de 1920-San Pedro, Los Ángeles, 9 de marzo de 1994), conocido como (Henry) Charles Bukowski, fue un escritor de relatos, novelista y poeta germano-estadounidense, representante del realismo sucio y considerado como un «poeta maldito», debido a su excesivo alcoholismo, pobreza y bohemia.
La obra literaria de Bukowski está fuertemente influenciada por la atmósfera de la ciudad de Los Ángeles, donde pasó la mayor parte de su vida. Hoy en día es considerado uno de los escritores más influyentes de la literatura estadounidense y uno de los símbolos del « realismo sucio » y de la literatura independiente.
Bukowski escribió libros de diversos géneros, tales como: diarios, relatos, novelas, poesías, ensayos e incluso llegó a escribir Barfly, un guion cinematográfico basado en su alter ego Henry Chinaski, dirigida por el cineasta francés Barbet Schroeder, película donde realizó un cameo en un bar. Esta experiencia la recopiló en una novela: Hollywood (1989). 

La obra de Charles Bukowski recibió tantas críticas negativas como positivas. Se le acusó de practicar un estilo soez como mero exhibicionismo literario y de reiterar sus obsesiones de modo efectista. Otros críticos, en cambio, realzaron su autenticidad y su condición de escritor maldito.
Biografías y vidas

## Biografía

### Infancia y juventud
Heinrich Karl Bukowski nació el 16 de agosto de 1920 en la localidad alemana de Andernach. Su madre, Katharina Fett, era natural de Alemania y su padre era un estadounidense de ascendencia polaca. Sus padres se casaron un mes antes de que Charles naciera.
A causa de la crisis económica alemana después de la Primera Guerra Mundial, Bukowski y su familia se mudaron a Baltimore en 1923. Tiempo después, y para que sonara más estadounidense su nombre, sus padres comenzaron a llamarle «Henry». Más tarde se trasladaron a un suburbio del South Central de Los Ángeles.
Tras graduarse en el Instituto de Secundaria de Los Ángeles, cursó estudios de arte, periodismo y literatura en la Universidad de Los Ángeles durante dos años.
La difícil relación con su padre fue una de las causas por las que dejó la Universidad. Dicha relación fue retratada en algunos de sus cuentos y novelas.

### Primeras publicaciones
A los 24 años, su relato corto «Aftermath of a Lengthy Rejection Slip» fue publicado en Story Magazine. Dos años más tarde le publicaron otro relato, «20 Tanks From Kasseldown» (1946), esta vez en otro medio. Fue cuando Bukowski se desilusionó con el proceso de publicación, motivo por el que dejó de escribir durante una década. En este tiempo estuvo viviendo en Los Ángeles, aunque también pasó un tiempo vagando por los Estados Unidos, dedicándose a trabajos temporales y permaneciendo en pensiones baratas.
A principios de la década de 1950, Bukowski comenzó a trabajar como cartero en Los Ángeles, en el servicio postal de los Estados Unidos, en el que permaneció tres años. En 1955 lo hospitalizaron con una úlcera sangrante muy grave. Al salir del hospital comenzó a escribir poesía. En 1957 se casó con la escritora y poeta texana Barbara Frye, pero se divorciaron en 1959. Frye dudaba a menudo de la habilidad de Bukowski como poeta. Una vez divorciados, Bukowski continuó bebiendo y escribiendo poesía.

### Años 1960
Antes de que se iniciara la década de 1960, volvió a la oficina de correos de Los Ángeles, donde continuó trabajando una década. En 1964, tuvo una hija, Marina Louise Bukowski, nacida de su relación con su novia Frances Smith. Más tarde, Bukowski vivió en Tucson un período breve de tiempo, donde entabló amistad con Jon Webb y Gypsy Lou, que le animaron a publicar y vivir de su literatura.
Gracias a Webb comenzó a publicar algunos poemas en la revista de literatura The Outsider. Loujon Press publicó It Catches my Heart In Its Hand en 1963, y A Crucifix in a Deathhand dos años más tarde. Fue cuando Bukowski conoció a Franz Douskey, amigo de Jon Webb, a quien solía visitar regularmente en su pequeña casa de Elm Street que también servía como centro de publicación. Webb, Bukowski y Douskey pasaron un tiempo juntos en Nueva Orleans.
Comenzando 1967, Bukowski escribía la columna Notes of A Dirty Old Man para el periódico independiente de Los Ángeles Open City. Cuando este cerró  en 1969, la columna se trasladó a Los Angeles Free Press. Ese año publicó una recopilación de las mejores columnas escritas para el periódico con ese mismo título.

### Los años con Black Sparrow Press
En 1969, después de que el editor John Martin de Black Sparrow Press le prometiera una remuneración de cien dólares mensuales de por vida, Bukowski dejó de trabajar en la oficina de correos, para dedicarse a tiempo completo a la escritura. Tenía entonces 49 años. Como él mismo explicó en una carta en ese entonces, «tengo dos opciones, permanecer en la oficina de correos y volverme loco… o quedarme fuera y jugar a ser escritor y morirme de hambre. He decidido morir de hambre». Pasó menos de un mes tras dejar el trabajo en la oficina de Correos, cuando acabó su primera novela, Post Office (titulada Cartero en español).
Debido a la confianza que John Martin depositó en él cuando era un escritor relativamente desconocido y a la ayuda financiera, Bukowski publicó casi todo su trabajo literario con Black Sparrow Press. En 1976 conoció a Linda Lee Beighle, dueña de un restaurante de comida sana. Dos años más tarde, la pareja se mudó desde la parte este de Hollywood, donde Bukowski había vivido la mayor parte de su vida, a San Pedro, el distrito más al sur de la ciudad de Los Ángeles. Bukowski y Linda Lee fueron casados por Manly Palmer Hall en 1985. Bukowski habla de ella en las novelas Mujeres y Hollywood, en su mayor parte autobiográficas, a través del personaje de Sara.
Bukowski ha sido traducido a más de una docena de idiomas, incluidos español, francés, alemán y portugués. Es visto como icono de la decadencia estadounidense y de la representación nihilista característica después de la Segunda Guerra Mundial. Su falta de ambición y compromiso con él mismo y con el resto del mundo lo convierten en una de las influencias de bastantes autores contemporáneos, entre los que se puede encontrar a Alberto Fuguet, Pedro Juan Gutiérrez, Karmelo C. Iribarren, Roger Wolfe, Raúl Núñez y al grupo de rock inglés Dogs D'amour.[cita requerida]

### Fallecimiento
Bukowski murió de leucemia el 9 de marzo de 1994 en San Pedro, California, a la edad de 73 años, poco después de terminar su última novela: Pulp. Sus restos fueron conducidos por monjes budistas. En su lápida se lee: «Don't try» («No lo intentes»).

## Obras
A lo largo de su vida, Bukowski publicó seis novelas, nueve colecciones de cuentos y veinte colecciones de poemas.
Después de su muerte se ha seguido publicando material inédito, como ensayos y correspondencia.

### Novelas
- Cartero (Post Office, Black Sparrow, 1971; Anagrama, 1983)
- Factótum (Factotum, Black Sparrow, 1975; Anagrama, 1980)
- Mujeres (Women, Black Sparrow, 1978; Anagrama, 1981)
- La senda del perdedor (Ham on Rye, Black Sparrow 1982; Anagrama, 1985)
- Hollywood (Black Sparrow, 1989; Anagrama, 1990)
- Pulp (Black Sparrow, 1994; Anagrama, 1996)

### Cuentos
- Confessions of a Man Insane Enough to Live with Beasts (Mimeo Press, 1965)

- All the Assholes in the World and Mine (Open Skull Press, 1966)

- Erecciones, exhibiciones e historias generales de locura ordinaria (Erections, Ejaculations, Exhibitions and General Tales of Ordinary Madness, 1972). En español fue publicado en dos tomos:
  - Erecciones, eyaculaciones, exhibiciones (Anagrama, 1972).
  - La máquina de follar (Anagrama, 1974).

- Escritos de un viejo indecente (Notes of a Dirty Old Man, City Lights Books, 1973; Anagrama, 1978).
- Se busca una mujer (South of No North, Black Sparrow, 1973; Anagrama 1979).
- Música de cañerías (Hot Water Music, Black Sparrow, 1983; Anagrama, 2000).
- Hijo de Satanás (Septuagenarian Stew, Black Sparrow, 1990; Anagrama, 1993)
- Prying, con Jack Micheline y Catfish McDaris (1997)
- Fragmentos de un cuaderno manchado de vino. Relatos y ensayos inéditos 1944-1990 (Portions of a Wine-Stained Notebook: Short Stories and Essays 1944-1990, Black Sparrow, 2008; Anagrama,  2009).
- Ausencia del héroe (Absence of the Hero, City Lights Books, 2010; Anagrama, 2012).
- More Notes of a Dirty Old Man (2011).
- Las campanas no doblan por nadie (The Bell Tolls For No One, City Lights Books, 2015; Anagrama, 2019).

### Ensayos, diarios y correspondencia
- Shakespeare nunca lo hizo (Shakespeare Never Did This, City Lights Books, 1979).
- The Bukowski/Purdy Letters, Paget Press, 1983
- Screams from the Balcony: Selected Letters (volume 1), Black Sparrow, 1993.
- Peleando a la contra. Anagrama, 2004. (Run with the Haunted, 1993).
- Living on Luck: Selected Letters 1960s-1970s (volume 2), Black Sparrow, 1995.
- El capitán salió a comer y los marineros tomaron el barco (The Captain is Out to Lunch and the Sailors Have Taken Over the Ship, Black Sparrow, 1998;  Anagrama, 2000)
- Reach for the Sun: Selected Letters 1978-1994 (volume 3), Black Sparrow, 1999.
- Noche de escupir cerveza y maldiciones. La correspondencia de Charles Bukowski y Sheri Martinelli 1960-1967 (Beerspit Night and Cursing: The Correspondence of Charles Bukowski & Sheri Martinelli 1960-1967, Black Sparrow, 2001; La Poesía Señor Hidalgo, 2007).
- La enfermedad de escribir (On Writing, 2015; Anagrama, 2020).
- The Mathematics of the Breath and the Way: On Writers and Writing, City Lights, 2018.

### Poesía
- Flower, Fist, and Bestial Wail (1960).
- It Catches My Heart in Its Hands (1963).
- Crucifix in a Deathhand, Loujon Press, (1965).
- At Terror Street and Agony Way (1968).
- Poems Written Before Jumping Out of an 8 story Window (1968).
- A Bukowski Sampler, Quixote Press, (1969).
- Los días corren como caballos salvajes por las montañas Visor, 2014. (The Days Run Away Like Wild Horses Over the Hills, 1969).
- Fire Station (1970).
- Ruiseñor, deséame suerte. Visor, 2014. (Mockingbird Wish Me Luck, 1972).
- Arder en el agua, ahogarse en el fuego. Poemas escogidos 1955-1973. Visor, 2015. (Burning in Water, Drowning in Flame: Selected Poems 1955-1973, 1974).
- Maybe Tomorrow (1977).
- El amor es un perro del infierno. Poemas 1974-1977. Visor, 2016. (Love is a Dog from Hell: Poems 1974-1977, 1977).
- Toca el piano borracho como un instrumento de percusión hasta que los dedos te empiecen a sangrar un poco. Visor, 2014. (Play the Piano Drunk Like a Percussion Instrument Until the Fingers Begin to Bleed a Bit, 1979).
- Dangling in the Tournefortia (1981).
- Guerra sin cesar. Poemas 1981-1984. Visor, 2008. (War All the Time: Poems 1981-1984, 1984).
- You Get So Alone at Times That It Just Makes Senses (1986).
- Madrigales de la pensión. Primeros poemas escogidos 1946-1966. Visor, 2002. (The Roominghouse Madrigals: Early Selected Poems 1946-1966, 1988).
- Hijo de Satanás Septuagenarian Stew: Stories & Poems, 1990).
- People Poems (1991).
- Poemas de la última noche de la Tierra. Visor, 2019. (The Last Night of the Earth Poems (1992).
- Betting on the Muse: Poems & Stories (1996).
- Bone Palace Ballet: New Poems (1997).
- El infierno es un lugar solitario. Txalaparta, 1997.
- Lo más importante es saber atravesar el fuego. Nuevos poemas. Visor, 2015, traducción de Eduardo Iriarte que estuvo entre los finalistas del Premio Nacional de Traducción en 2004. (What Matters Most is How Well You Walk Through the Fire: New Poems, 1999).
- Open All Night: New Poems (2000).
- La noche desquiciada de pasos. Visor, 2014. (The Night Torn Mad with Footsteps: New Poems, 2001).
- Bailando con la muerte. Aguafuerte. (Storm for the Living and the Dead. Uncollected and Unpublished Poems, 2004).
- Escrutaba la locura en busca de la palabra, el verso, la ruta. Nuevos poemas. Visor, 2016. (Sifting Through the Madnessfor the Word, the Line, the Way: New Poems, 2002).
- The Flash of the Lightning Behind the Mountain, 2004.
- Slouching Toward Nirvana (2005).
- ¡Adelante! Nuevos poemas. Visor, 2015. (Come on in!: New Poems, 2006)
- La gente parece flores al fin. Nuevos poemas. Visor, 2009. (The People Look Like Flowers at Last: New Poems, 2007).
- Los placeres del condenado. Poemas 1951-1993.Visor, 2011. Antología, selección de John Martin (The Pleasures of the Damned. Poems 1951-1993, 2007).
- El padecimiento continuo. Visor, 2016. (The Continual Condition, 2009).
- Gatos. Visor, 2016. Antología que incluye poemas, fragmentos de cuentos, novelas, diarios y cartas seleccionados por Abel Debritto (On Cats, 2015).
- Amor. Visor, 2017. Antología, selección de Abel Debritto. On Love (2016).
- Tormenta para los vivos y los muertos. Poemas inéditos. Visor, 2018. (Storm for the Living and the Dead, 2017).

### Bukowski y el cine

#### Apariciones en pantalla y documentales
- Bukowski at Bellevue (1970), lectura de poemas.
- Supervan (Lamar Card, 1976), cameo.
- There's Gonna Be a God Damn Riot in Here (Dennis Del Torre, 1979, estrenada en DVD en 2008), lectura de poemas.
- The Last Straw (Jon Monday, 1980, estrenada en DVD en 2008), lectura de poemas.
- Bukowski: Born Into This (John Dullaghan, 2002), documental
- On Though Mother (Dennis Del Torre y Jon Monday, 2010), edición en DVD de las lecturas There's Gonna Be a God Damn Riot in Here (Dennis Del Torre, 1979) y The Last Straw (Jon Monday, 1980).

#### Adaptaciones cinematográficas
- Storie di ordinaria follia (Ordinaria locura, Marco Ferreri, 1981), película inspirada en relatos de Bukowski.
- Barfly (El borracho, Barbet Schroeder, 1987), película con guion del propio Bukowski que posteriormente inspiró la novela Hollywood, acerca de sus vivencias durante el rodaje.
- Love is a Dog from Hell (Crazy Love) (Dominique Deruddere, 1987), película inspirada en relatos de Bukowski.
- Lune froide (Cold Moon) (Patrick Bouchitey, 1991), adaptación de los relatos The Copulating Mermaid of Venice y Trouble with the Battery.
- Factótum (Bent Hamer, 2005), película adaptación de la novela homónima.
- The Suicide (Jeff Markey, 2006), cortometraje adaptación de un relato de Bukowski.

### Entrevistas
- Lo que más me gusta es rascarme los sobacos. Fernanda Pivano entrevista a Bukowski, Anagrama, 1983 (Quello que mi importa e' grattarmi sotto le ascelle, SugarCo Edizioni, 1982)
- Sol, aquí estoy. Entrevistas y encuentros 1963-1993, Hojas de Hierba Editorial, 2021. (Sunlight here I am: Interviews and encounters, 1963–1993, Sun Dog Press, 2003).

## Bukowski en la cultura popular
- A Bibliography of Charles Bukowski, por Sanford Dorbin, Black Sparrow, 1969
- Hank (La vida de Charles Bukowski), por Neeli Cherkovski, Anagrama, 1993 (Hank. The Life of Charles Bukowski, Random House, 1991)
- Against the American Dream: Essays on Charles Bukowski por Russell Harrison, Black Sparrow, 1998
- Charles Bukowski. Una vida en imágenes, por Howard Sounes, Salamandra, 2001 (Charles Bukowski: Locked in the Arms of a Crazy Life, Grove, 1998)
- A Descriptive Bibliography of the Primary Publications of Charles Bukowski, por Aaron Krumhansi, Black Sparrow, 1999
- Charles Bukowski, por Barry Miles, Circe, 2006 (Charles Bukowski, Virgin Books, 2005)
- Resaca / Hank Over. Un homenaje a Charles Bukowski, selección y prólogo de Patxi Irurzun y Vicente Muñoz Álvarez, 37 relatos de otros tantos autores, Caballo de Troya / Random House Mondadori, 2008.
- Charles Bukowski. Retrato de un solitario, por Juan Corredor, Renacimiento, 2014
- La canción Lunita de Tucumán de Tan Biónica lo nombra en una estrofa. La misma está inspirada en el crimen cometido por "El loco" Armin en la ciudad de San Miguel de Tucumán.
- Varios relatos trasladados al cómic por el dibujante Matthias Schultheiss.
- La canción de Fito Páez Polaroid de locura ordinaria está inspirada en el cuento La chica más guapa de la ciudad (incluido en Erecciones, eyaculaciones, exhibiciones).
- La canción El último vaso de vino de Flema está basada en el poema Libertad.
- La banda británica The Boo Radleys incluyó una pista llamada "Charles Bukowski is dead" en su álbum de 1995, "Wake Up!"
- "Bukowski", canción de la banda estadounidense Modest Mouse.
- "Bukowski", canción del rapero español Ayax (de Ayax y Prok).
- "Bukowski", canción del grupo inglés Moose Blood.
- "Pick up my book I read Bukowski", letra de la canción "Mellowship Slinky in B Major" de Red Hot Chili Peppers.
- La banda de rock británica Arctic Monkeys lo nombra en su canción "She Looks Like Fun"
- "La hora del juicio" Canción del rapero Canserbero, donde menciona el "Último poeta maldito".
- En la película Beautiful Boy (2018), el protagonista lee el poema Let It enfold You (1996)